# Nowe

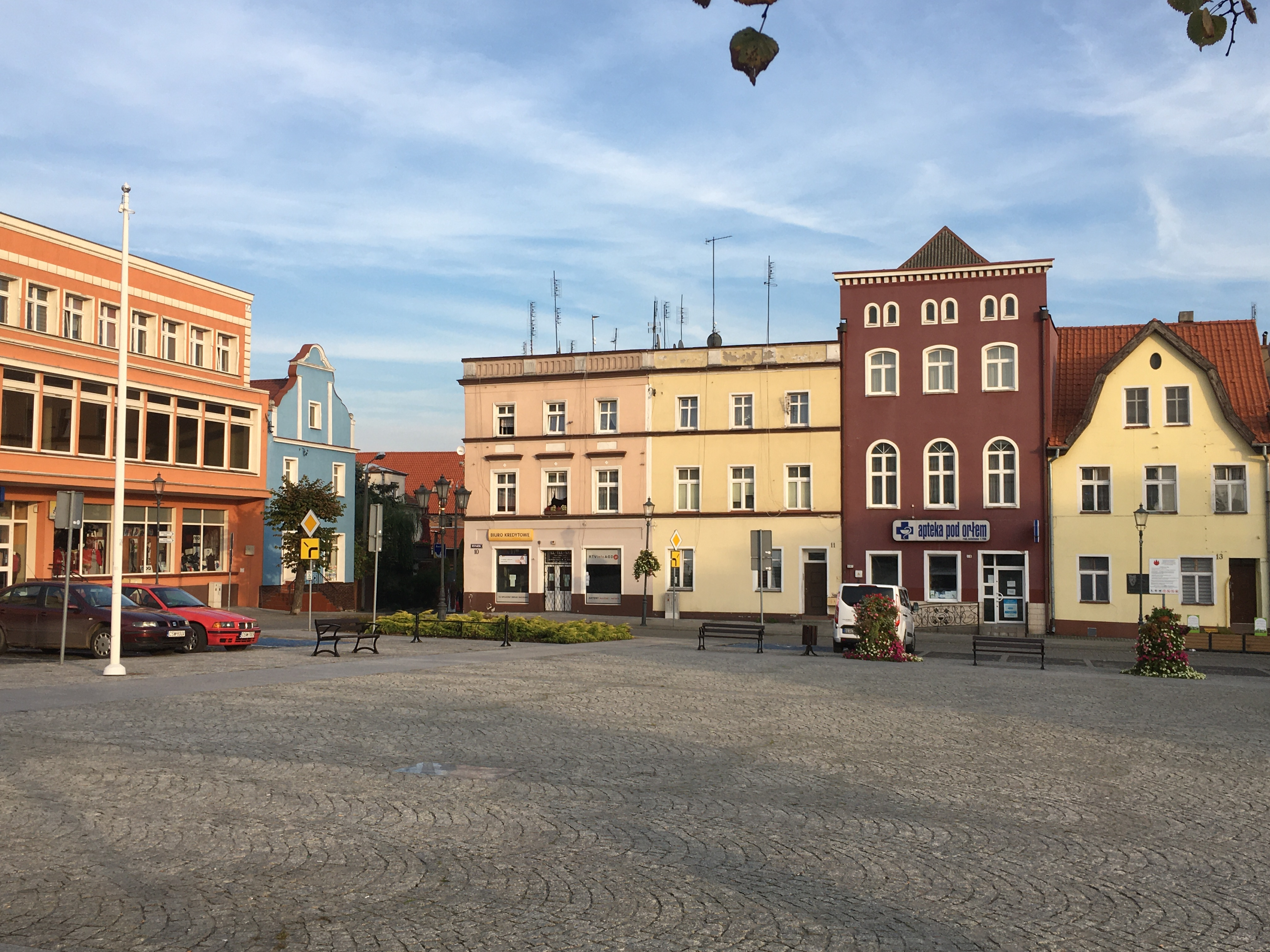

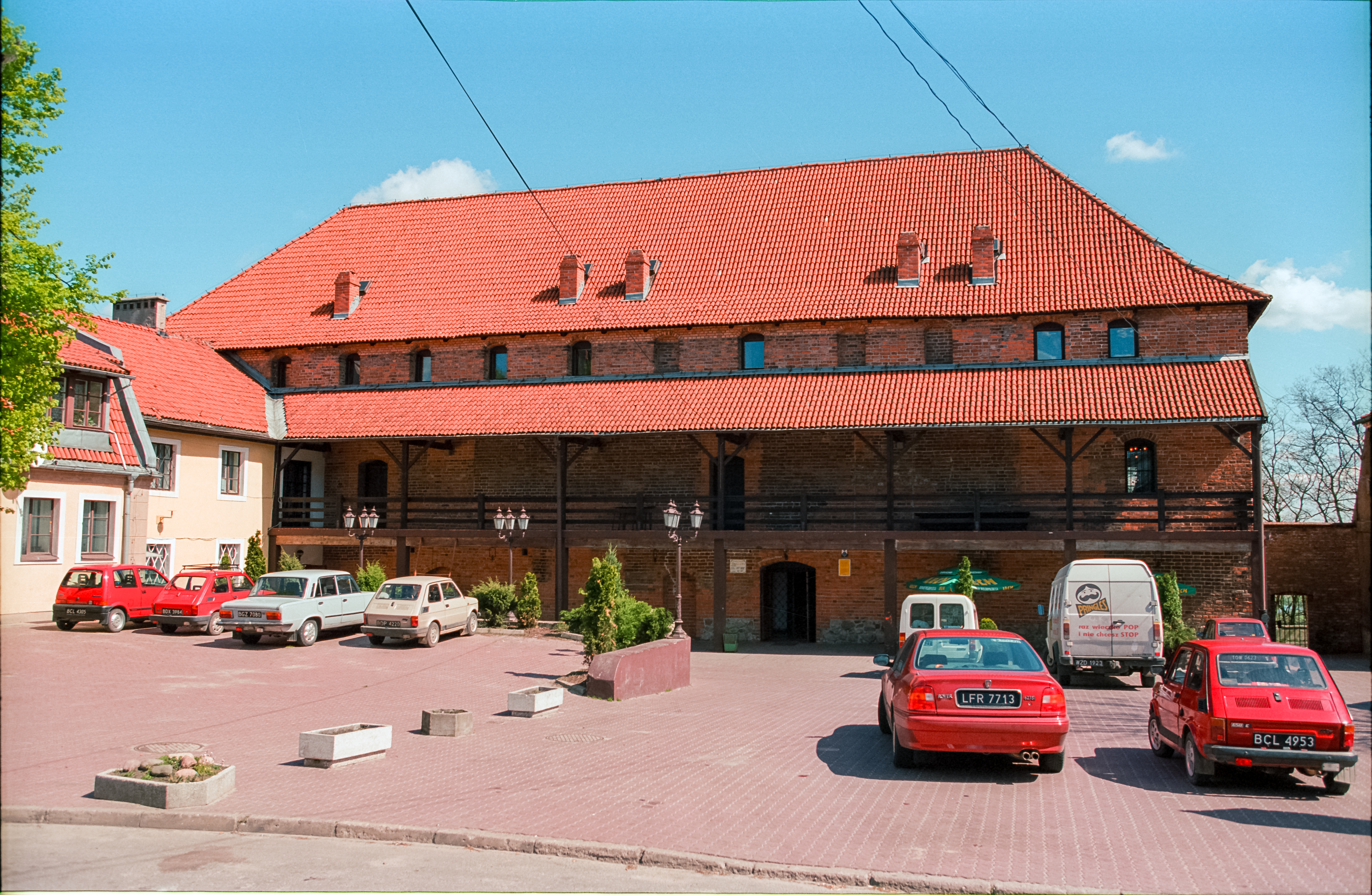

Nowe (tyska och äldre svenska Neuenburg) är en mindre stad i Kujavien-Pommerns vojvodskap, Polen. Staden ligger 75 kilometer nordost om Bydgoszcz och 80 kilometer söder om Gdańsk, i närheten av floden Vistula. Staden grundades 1185, och hade 2004 6 270 invånare.
Neuenburg grundades av den pommerske hertigen Sobiesław I, förstördes av danskarna men återuppfördes av franciskanmunkar 1285. Från 1301 styrdes staden av Peter av Neuenburg, som 1302 lade den under tysk rätt, och från 1307 innehade han den som län från markgrevarna av Brandenburg. 1313 erövrades staden av Tyska Orden som innehade staden fram till 1465 då den blev del av Kungliga Preussen. 1772 annekterades staden av Preussen. Efter första världskriget beslutades i Versailles 1920 att staden skulle tillfalla Polen som en del i den Polska korridoren utan folkomröstning. Då fanns dock bara ungefär 17,5 % tyskar i staden.